# Calochortus elegans
Calochortus elegans är en liljeväxtart som beskrevs av Frederick Traugott Pursh. Calochortus elegans ingår i släktet Calochortus och familjen liljeväxter.

## Underarter
Arten delas in i följande underarter:
- C. e. elegans
- C. e. nanus
- C. e. selwayensis

## Bildgalleri

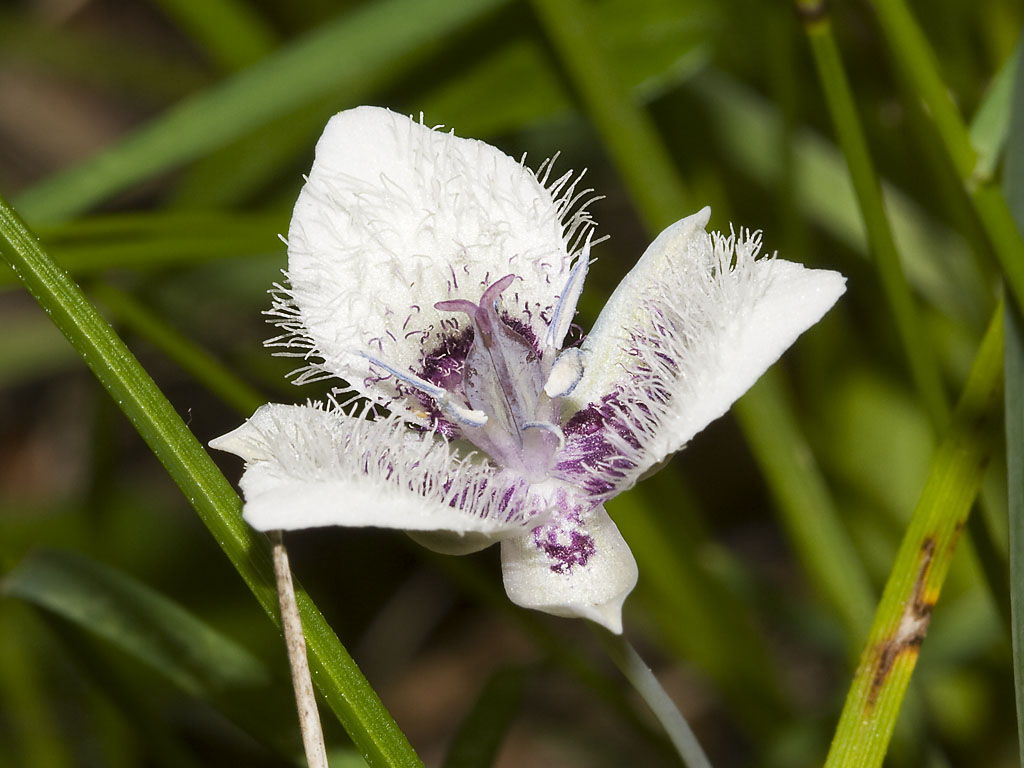
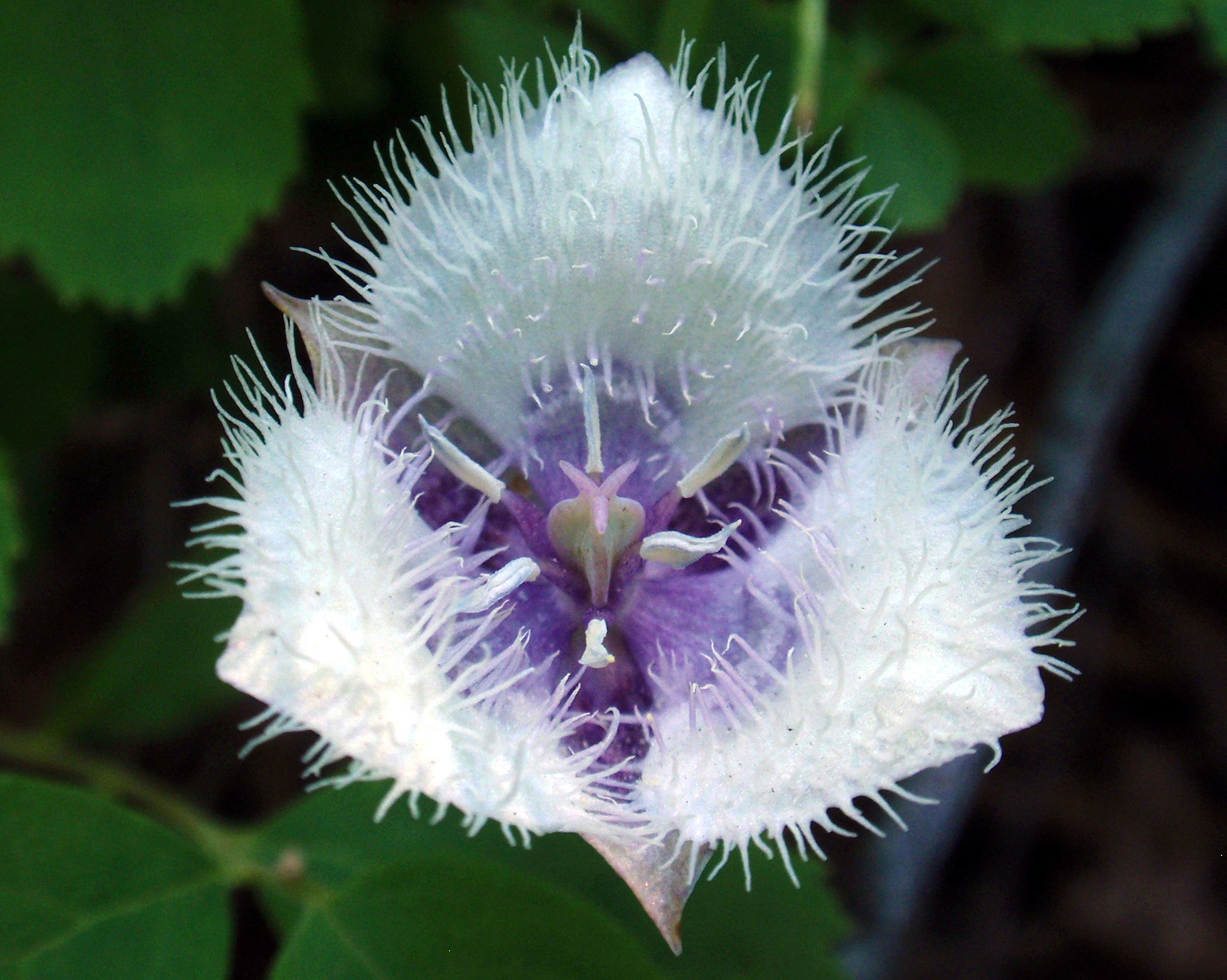
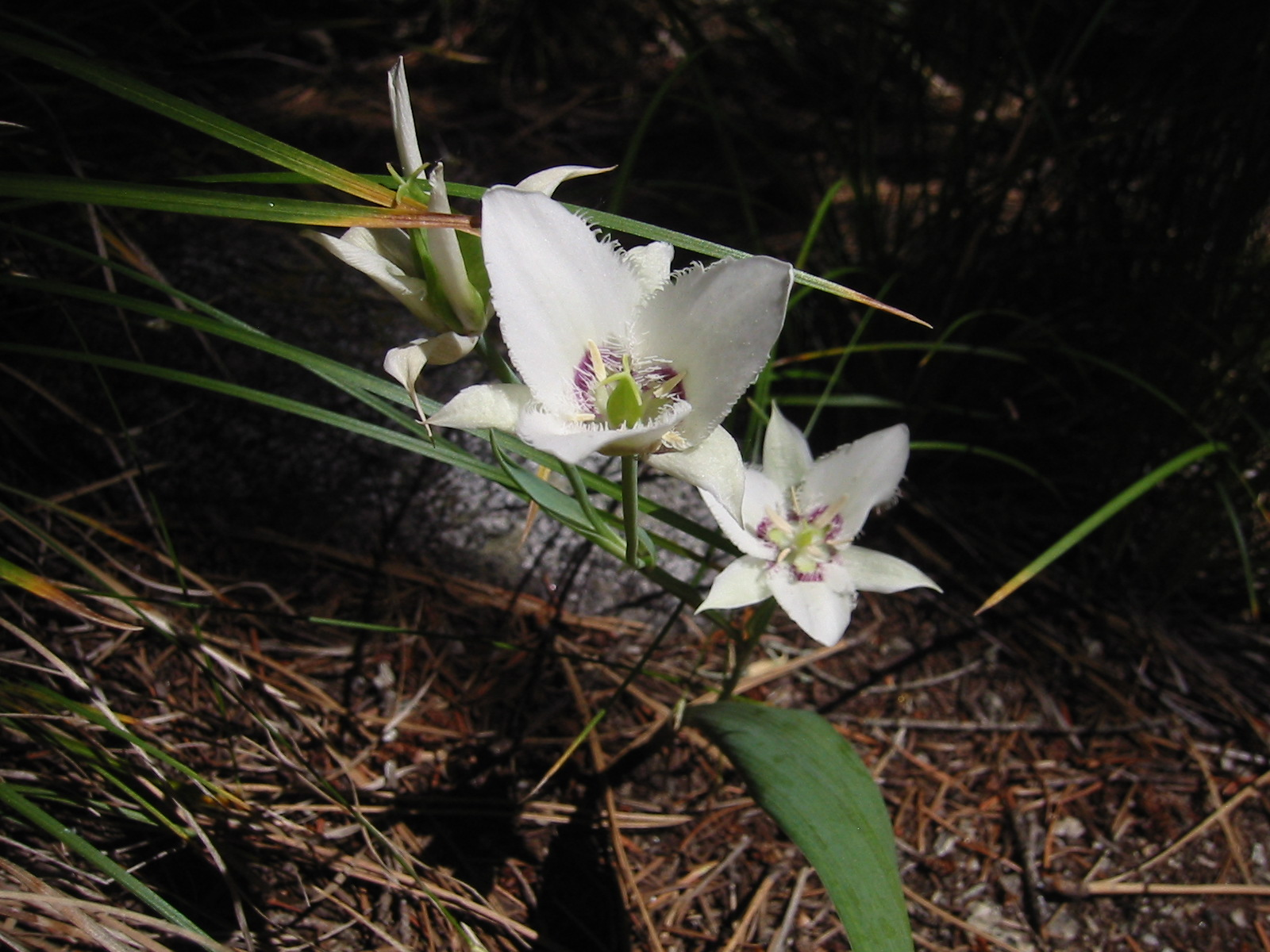
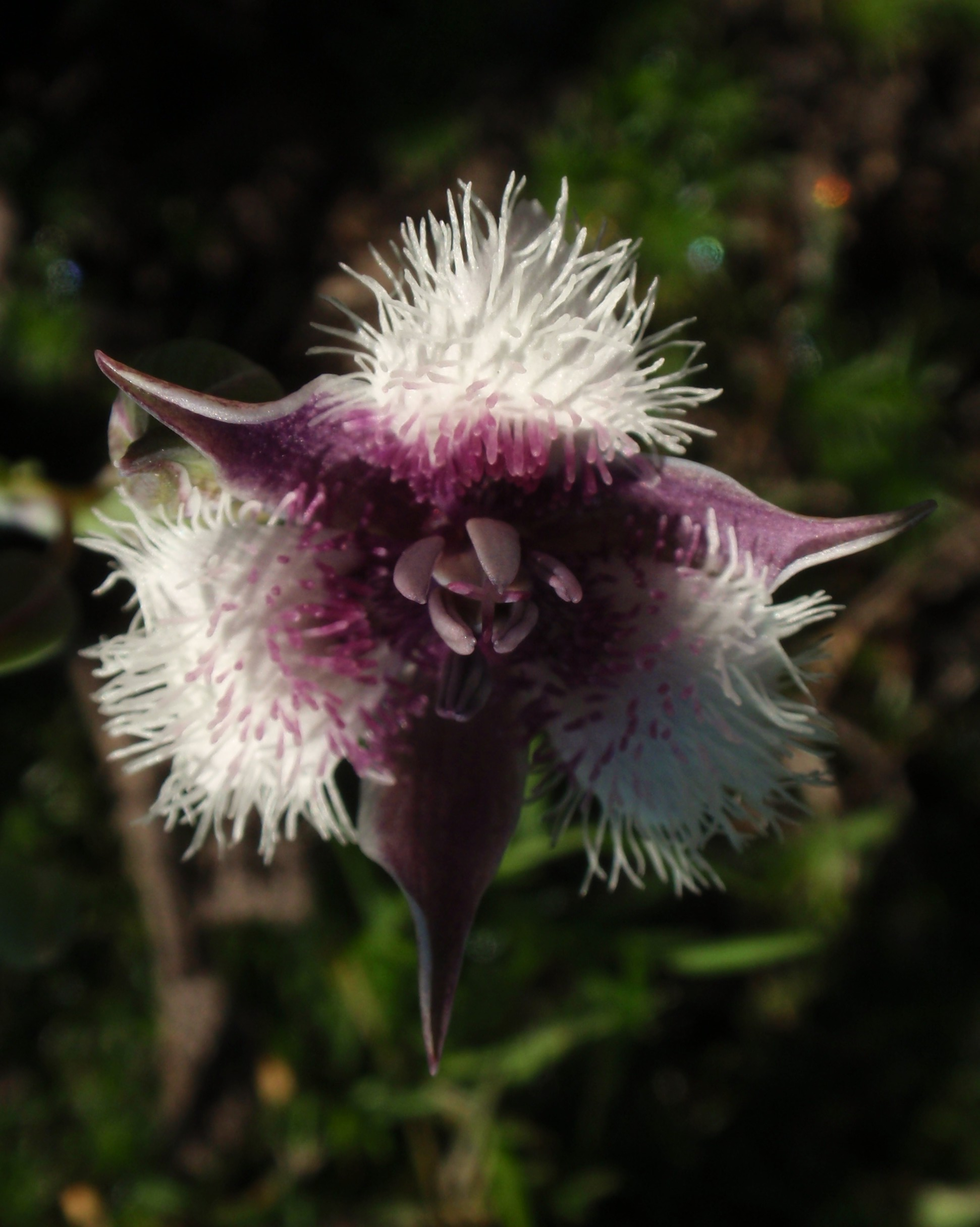